# Cantone di Treffort-Cuisiat
Il Cantone di Treffort-Cuisiat era una divisione amministrativa dell'arrondissement di Bourg-en-Bresse con capoluogo Treffort-Cuisiat.
A seguito della riforma approvata con decreto del 13 febbraio 2014, che ha avuto attuazione dopo le elezioni dipartimentali del 2015, è stato soppresso.

## Composizione
Comprendeva 9 comuni:
- Chavannes-sur-Suran
- Corveissiat
- Courmangoux
- Germagnat
- Meillonnas
- Pouillat
- Pressiat
- Saint-Étienne-du-Bois
- Treffort-Cuisiat